# 色棱 (喀喇沁镇国公)
色棱（？—1657年），乌梁罕氏，清朝蒙古将领，喀喇沁部人。革兰台弟弟图噜巴图尔曾孙，图琳固英之子。
天聪八年（1634年），随清军攻打明朝，入得胜堡进攻大同府。天聪九年（1635年）正月，授札萨克（喀喇沁左旗）。与塔布囊万丹伟征（苏不地的弟弟）攻入明边，至辽河源。崇德三年（1638年），随贝勒岳托在卢沟桥击败明军。崇德六年（1641年），随睿亲王多尔衮围攻锦州，击败明将洪承畴援兵。崇德七年（1642年），与都统谭泰袭入蓟州（治今天津市蓟州区），下山东。次年，至怀柔，在螺山击败明朝总兵唐通。顺治五年（1648年），封镇国公。顺治六年（1649年），参与征讨喀尔喀。